# Joseph Legros

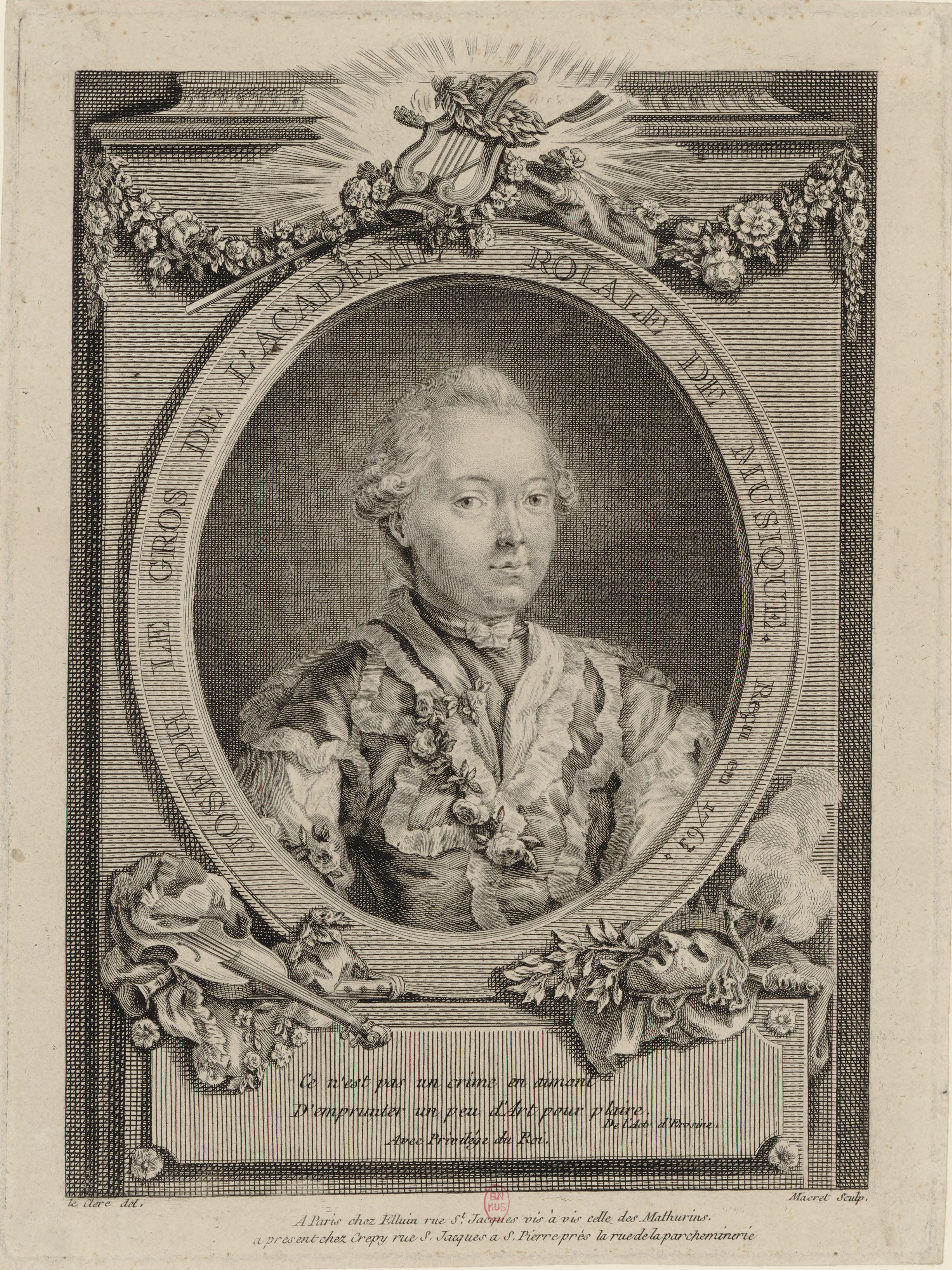
Joseph Legros

Joseph Legros (* 8. September 1739 in Monampteuil bei Laon; † 20. Dezember 1793 in La Rochelle) war ein französischer Opernsänger (Tenor) und Komponist der Klassik.

## Leben
Seine Musikausbildung erhielt Joseph Legros als Chorknabe an der Kathedrale von Laon. Nach dem Stimmbruch entwickelte er eine kräftige Altstimme und kam durch Vermittlung von François Rebel an die Académie royale de musique. Sein viel beachtetes Debüt gab er 1764 in der Oper Titon et l’Aurore von Jean-Joseph Cassanéa de Mondonville. Berühmtheit erlangte Legros, nachdem er in fast allen Titelrollen der Opern von Christoph Willibald Gluck seine Fähigkeiten als Sänger hatte zur Geltung bringen können. Mit ähnlich großem Erfolg trat er in zahlreichen Opern von Niccolò Piccinni in Erscheinung. Ebenso bestritt er viele Haute-Contre-Rollen in den Opern von Jean-Philippe Rameau und François-Joseph Gossec.
Bereits 1777 übernahm er gemeinsam mit Marie-Alexandre Guénin die Leitung des Concert spirituel, eine Aufgabe, der er sich nach seinem Rückzug von der Bühne vollends widmete. Legros ließ beim Concert spirituel mehrere Werke von Joseph Haydn und Wolfgang Amadeus Mozart aufführen, bei letzterem bestellte er 1778 die Pariser Sinfonie KV 297. Unter seiner erfolgreichen Leitung öffnete sich die Institution mehr als vorher der Oper und der italienischen Musik, er blieb Leiter des Concert spirituel bis zur Auflösung im Revolutionsjahr 1790.

## Werk
Das ballett-héroique Hylas et Eglé, welches 1775 an der Pariser Oper uraufgeführt wurde, komponierte er gemeinsam mit Léopold-Bastien Desormery (1740–1810). Legros’ Oper Anacréon gelangte nicht zu Aufführung.